# Mauricio Cárdenas
Mauricio Cárdenas Santamaría (Bogotá, 9 de junio de 1962) es un economista y político colombiano, Miembro del Partido Conservador. Actualmente es candidato a la Presidencia de la República para las elecciones de 2026.
Cárdenas es un reconocido economista con una clara vena política. Conservador, es de la línea del expresidente Andrés Pastrana. Es economista de la Universidad de los Andes (1985), tiene una maestría en Economía de la misma universidad (1987) y realizó su doctorado, también en Economía, en la Universidad de Berkeley, California (1991).
Como otros economistas de Los Andes, Cárdenas empezó su carrera profesional en el tanque de pensamiento de su facultad de Economía, el CEDE. De allí salió a hacer su doctorado, trabajó en el área de investigaciones económicas del Banco Mundial y regresó al país a Fedesarrollo.
Fue ministro de Hacienda y Crédito Público de Colombia, nombrado por el presidente Juan Manuel Santos, tras la renuncia de Juan Carlos Echeverry entre 2012-2018. Cárdenas por su parte fue candidato a la presidencia de manera independiente.

## Biografía

### Inicios
Mauricio Cárdenas Santamaría nació en Bogotá el 9 de junio de 1962, en un hogar acomodado, hijo de ilustres familias de origen antioqueño y caucano, entre los que se incluye a los Ospina y a los Mosquera.
Cárdenas es bachiller del Liceo de Cervantes El Retiro, en Bogotá, obtuvo el título de economista en la Universidad de los Andes y realizó un doctorado en Economía en la Universidad de California en Berkeley. Entre 2001 y 2003, fue el primer presidente de la Titularizadora Colombiana, firma privada de América Latina que desarrolló en Colombia el mercado de hipotecas. Cárdenas fue seleccionado por CNN y la revista Time como uno de los "Líderes del Nuevo Milenio" en 1999.
Desde 1992 ha dictado cursos de pregrado y posgrado en la Universidad de Los Andes. Ha sido profesor e investigador visitante de varias universidades, entre las cuales se incluye la Universidad de Harvard y es Decano Honorario de la Facultad de Ciencias Económicas y Administrativas de la Fundación Universitaria Cervantina San Agustín. Entre 2008 y 2011 fue director de la Iniciativa para América Latina en el Instituto Brookings, uno de los centros de investigación económica más prestigiosos de los Estados Unidos. Ha sido columnista del diario El Tiempo.

### Trayectoria política
En 1993 fue nombrado Viceministro de Industria, Comercio y Turismo del Ministerio de Desarrollo Económico, cargo del cual pasó a ser gerente general de la Empresa de Energía de Bogotá, un año después el presidente César Gaviria lo nombró ministro de Desarrollo Económico, puesto que ocupó hasta el final del Gobierno; después se retiró temporalmente del sector público y se incorporó a Fedesarrollo. 
Tras la victoria de Andrés Pastrana en las elecciones presidenciales de 1998, Cárdenas regresó al sector público; fue nombrado ministro de Transporte y se desempeñó en este cargo entre 1998 y 1999, cuando tuvo que enfrentar el escándalo de Dragacol; el ministerio a su cargo firmó una conciliación laboral por el pago de una draga, lo que terminó en un lío de grandes proporciones.
En 1999 pasó a la dirección de Planeación Nacional, y en 2000 se retiró del gobierno, después de haber coordinado el comité temático de las fallidas negociaciones con las FARC. Más adelante, de 2001 a 2003, fue presidente de Titularizadora Colombiana, una iniciativa de la Corporación Financiera Internacional que agrupó a varias entidades financieras colombianas para ayudar a desarrollar el mercado de hipotecas en el país, que venía de sufrir un fuerte golpe en la crisis de 1999.
Posteriormente regresó a la dirección de Fedesarrollo, donde estuvo por cinco años (2003-2008). Se retiró en 2008 para asumir la dirección de la Iniciativa para América Latina del Brookings Intitution, un importante centro de investigación en política pública de Estados Unidos. También fue miembro de la Junta directiva de Ecopetrol y presidente de la Asociación Latinoamericana y Caribeña Económica (LACEA) durante el periodo 2008-2009.
De 1992 a 2008 fue profesor asociado de la Universidad de los Andes en los programas de pregrado y posgrado de la Facultad de Economía, e investigador visitante de universidades muy reconocidas como la Universidad de Berkeley, California y la Universidad de Harvard.
El 20 de septiembre de 2011 fue designado ministro de Minas y Energía por el presidente Juan Manuel Santos, después de la renuncia de Carlos Rodado Noriega. Cárdenas aceptó el Ministerio tras renunciar al cargo de director para América Latina del Brookings Institution.
El 23 de agosto de 2012 fue nombrado ministro de Hacienda y Crédito Público del gobierno de Juan Manuel Santos, en reemplazo de Juan Carlos Echeverry, posesionándose el 3 de septiembre de 2012 tras renunciar al Ministerio de Minas y Energía.
En 2021 intentó ser candidato por su partido a la presidencia para las elecciones de 2022, pero fue vencido en el pulso político por el congresista David Barguil, quien fue candidato del conservatismo y está vinculado a la coalición de centro derecha llamada Equipo por Colombia, que perdió las elecciones en primera vuelta. El rechazo de su partido lo alentó a buscar la presidencia de manera independiente.

## Familia
Mauricio Cárdenas es hijo de Jorge Cárdenas Gutiérrez, abogado y destacado líder empresarial, quien fue gerente de la Federación Nacional de Cafeteros de Colombia; y de su esposa Cecilia Santamaría Botero, siendo el tercero de cuatro hijos. Son sus hermanos Patricia Eugenia, Jorge Hernán y Eduardo Cárdenas Santamaría. Su hermana Patricia es diplomática y fue la embajadora de Colombia ante México del presidente Iván Duque Márquez hasta 2021, también habiéndose desempeñado en dicho cargo en Japón y Brasil, entre otros países.

### Ascendencia

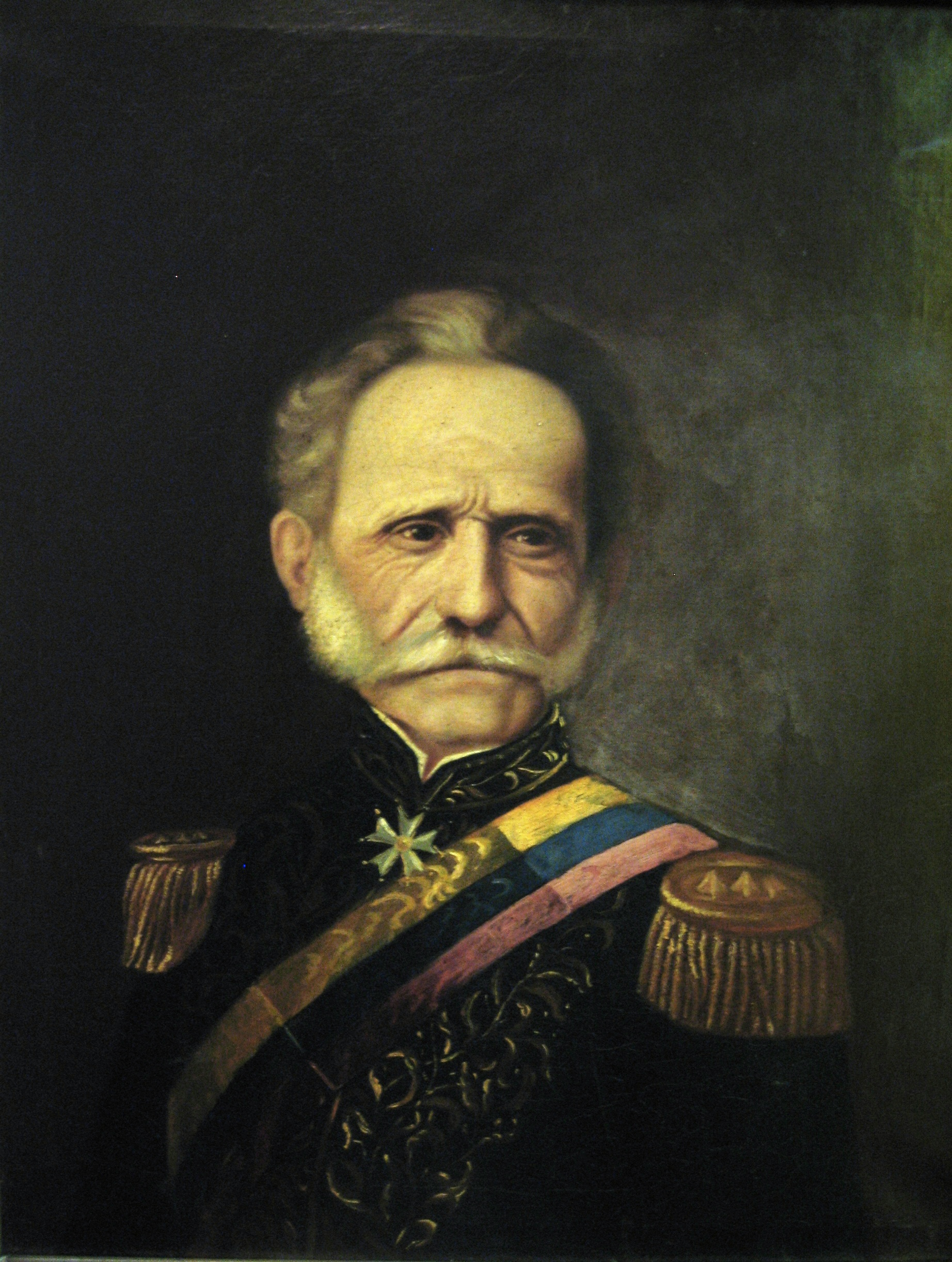
Su trastatarabuelo, el expresidente Tomás Cipriano de Mosquera.

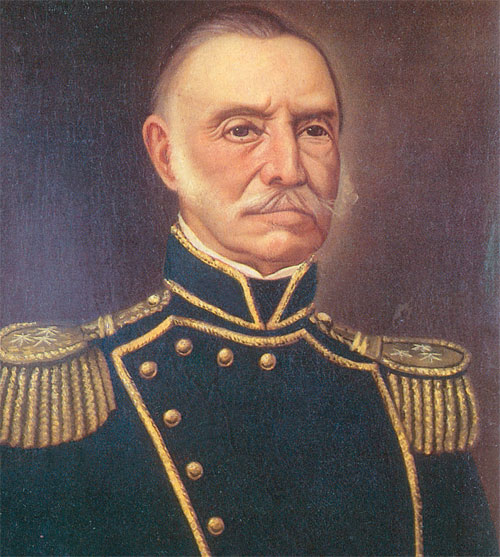
Su tatarabuelo, el expresidente Pedro Alcántara Herrán.

Su madre desciende de importántes círculos aristocráticosː por un lado su tatarabuelo es el expresidente Tomás Cipriano de Mosquera, quien a su vez era hermano del también expresidente Joaquín Mosquera; su bisabuelo era Pedro Santamaría Herrán, hijo de Amalia Mosquera (hija del general Mosquera), y del expresidente Pedro Alcántara Herrán (tatarabuelo de Mauricio), quien es el bisabuelo de Cecilia. Un yerno de Amalia Mosquera, Joaquín Santamaría, era primo de José María Barrientos Jaramillo, quien a su vez era padre del expresidente Marco Fidel Suárez, a quien reconoció como hijo tardíamente.
Su trastatarabuelo Tomás, era hijo del hacendado José María de Mosquera y Figueroa, sobrino de Joaquín y de Marcelino de Mosquera y Arboleda, primo de José Rafael Mosquera y Hurtado, nieto de José de Mosquera y Prieto, bisnieto de Cristóbal de Mosquera y Silva, y tataranieto de Cristóbal de Mosquera y del Campo, por un lado; y sobrino de Antonio Arboleda y Arrachea, nieto de Francisco Arboleda y Vergara, sobrino segundo de Francisco Vergara y Vela, nieto de José de Vergara Azcárate, bisnieto de Francisco Vergara y Olmos, tataranieto de Antonio de Vergara y Dávila, y trastataranieto de Francisco de Vergara y Seseña, por el otro lado. 

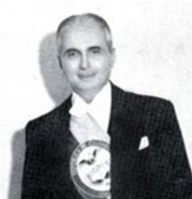
El expresidente Mariano Ospina Pérez, sobrino de su tatarabuelo Santiago Ospina.

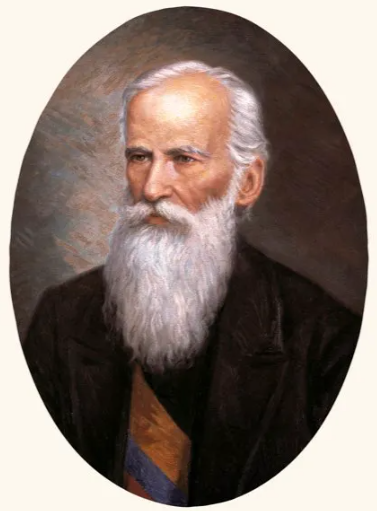
Su trastarabuelo, el expresidente Mariano Ospina Rodríguez.

Además, Cecilia Santamaría es bisnieta de Santiago Ospina Vásquez, hermano del sabio Tulio y del expresidente Pedro Nel Ospina, hijos ambos del tercer matrimonio entre el expresidente Mariano Ospina Rodríguez con la heredera Enriqueta Vásquez Jaramillo, hermana del hacendado Eduardo Vásquez Jaramillo, pariente lejano de José María Barrientos. Los Ospina Vásquez eran a su vez sobrinos del político Pastor Ospina Rodríguez. 
De su tío bisabuelo Tulio Ospina era hijo el empresario Tulio, y el expresidente Mariano Ospina Pérez, y los hijos de este último con Bertha Hernández de Ospinaː Mariano (de quien es hija Ángela Ospina Baraya), Fernando (casado con Olga Duque Palma y yerno de Maximiliano Duque) y Clara Ospina Hernández.

### Matrimonio y descendencia
Mauricio Cárdenas contrajo matrimonio en Cartagena en enero de 1998 con Cristina Fernández Mejía, con quien tuvo a sus hijas Isabela y Andrea Cárdenas Fernández.